# Es (geografie)

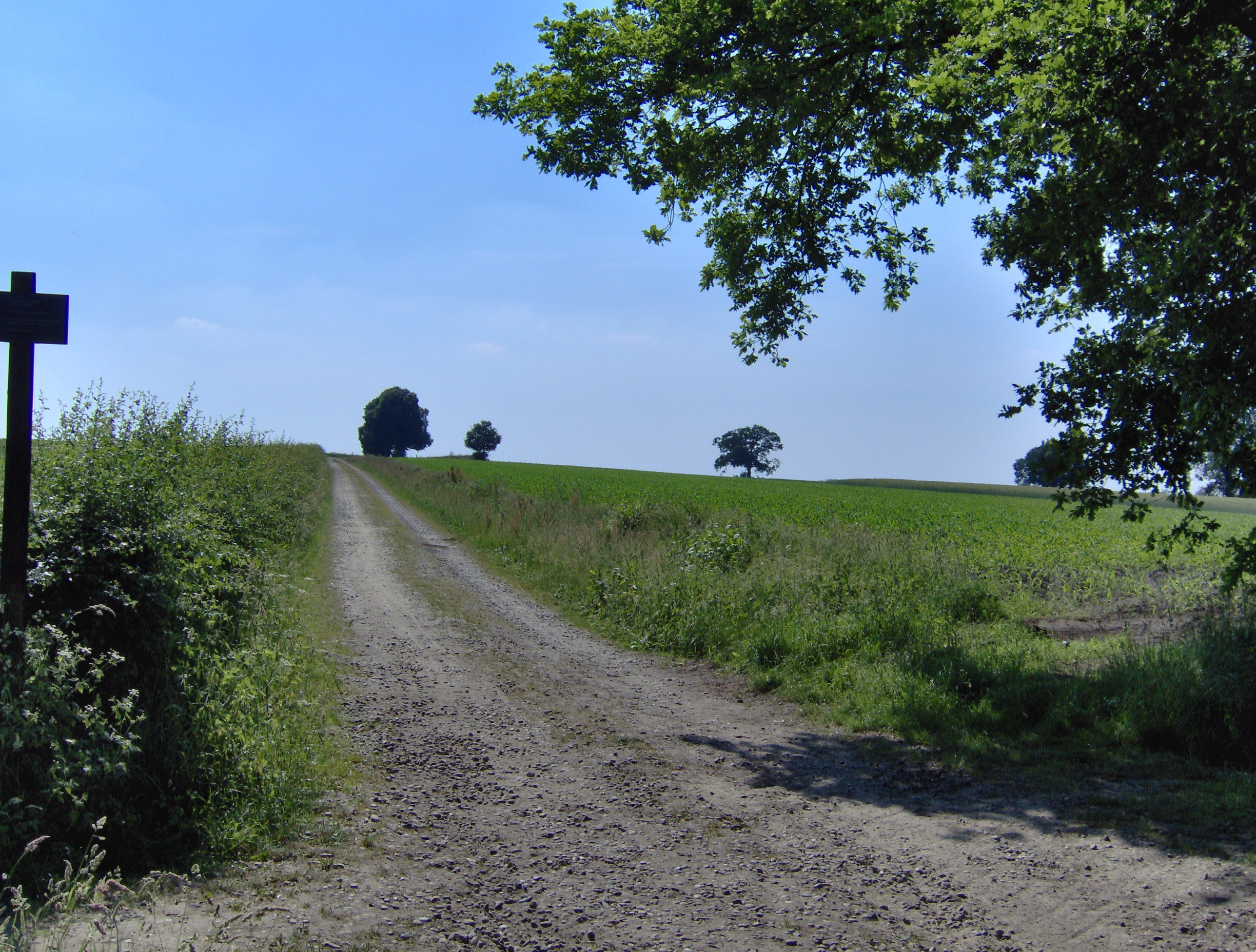
De Deldeneresch

Een es, ook esch, eng of enk (het Gooi, Veluwe, Salland, Achterhoek, Twente), akker (Noord-Brabant), veld (Limburg) of kouter (Vlaanderen), is een hooggelegen akker, te vinden op de zandgronden van Noord-, Oost-, Midden- en Zuid-Nederland en Vlaanderen en het aangrenzende Duitse gebied. Een es vormde in de regel een afgesloten complex dat zich onderscheidde van de schrale weidegronden eromheen.
Essen zijn kenmerkend voor de schrale zandgronden van Noordwest-Europa. Op meer vruchtbare gronden in West-, Midden- en Oost-Europa kwamen ook aaneengesloten akkerbouwcomplexen met vergelijkbare blok-strook-verkaveling voor, de zogenaamde Gewannfluren, die echter een meer vlakdekkend karakter hadden.

## Ontstaan
Over het ontstaan van de essen in de Lage Landen is nog betrekkelijk weinig bekend. De Drentse essen zijn het best onderzocht. De oudste kernen van de es dateren aldaar uit het eerste millennium na de jaartelling. Het ging daarbij om een aantal kleine, vierkante of rechthoekige percelen met een lengte-breedte-verhouding van 80 tot 120 meter en een oppervlakte van 0,75 tot 1,5 hectare. Ze liggen doorgaans op enige afstand van de huidige esdorpen, omdat ze dateren uit een periode waarin de bebouwing nog regelmatig verschoof. 
De tweede fase betreft de zogenaamde woerden. Deze werden aangelegd toen de bewoning aan het einde van het eerste millennium fixeerde. Ze waren een tot twee hectare groot en maakten deel uit van het erf. Vermoedelijk werden deze percelen voor speciale teelten gebruikt.
De volgende fasen, beginnend in de volle middeleeuwen, hebben geleid tot de klassieke es. De blok- of strookvormige percelen werden meer en meer collectief bebouwd en nabeweid, maar waren niet, zoals men wel denkt, collectief eigendom. De resten van talloze omheiningen die  op de oudere delen van essen zijn gevonden maken duidelijk dat de 'open es' een pas na de middeleeuwen voorkwam.
Afhankelijk van de streek in de lage landen en het historische moment waarop intensivering van het gebruik nodig was, deed de plaggenbemesting zijn intrede. In Noord-Brabant kan dat al in de 13e of 14e eeuw nodig zijn geweest, in Drenthe niet voor de 17e eeuw. Het bestaan van essen is dus niet noodzakelijk altijd verbonden aan het voorkomen van plaggenbodems of potstalmest. De term 'esdek' voor de ophogingslaag is eigenlijk foutief.
De plaggen werden aanvankelijk nog vaak in de beekdalen gestoken, doch later werd dit op veel plekken verboden. Het steken van plaggen gebeurde toen voornamelijk op de veel schralere heidevelden.Dit waren ook de primaire gronden voor beweiding door schapen en heidekoeien.

## Benaming

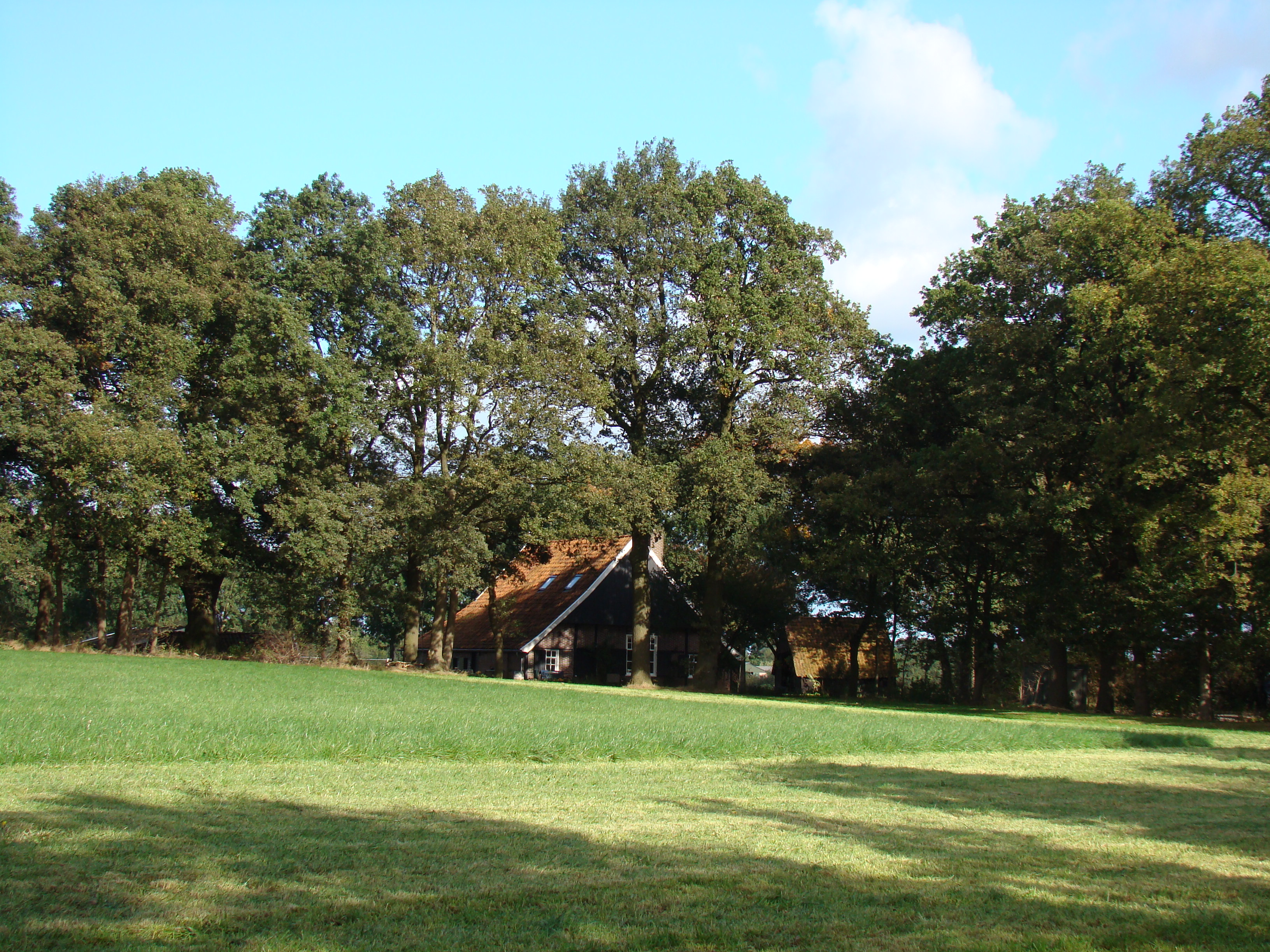
De "Bolle Es" van boerderij "Eskes" bij Bredevoort.

Het woord "es" heeft een vergelijkbare herkomst als het Gotische woord atisk, dat "zaailand" betekende. In Noord-Nederland en Oost-Friesland komt de Oudfriese vorm esk voor.
Er zijn in Nederland nog maar een paar plaatsen die de oorspronkelijke spelling nog dragen: Roderesch, Zuideresch, Westenesch.
Het bestanddeel -ink in veel Oost-Nederlandse plaats- en achternamen heeft geen relatie met het woord enk; zie onder: patroniem.
Naast de essen komen ook kleinere percelen bouwland voor. In Salland, de Achterhoek en Twente behoorden sommige bouwlandcomplexjes tot maar een boerderij. Deze individuele omheinde essen worden ook 'kampen' (van het Latijnse woord voor veld, campus) genoemd.  . Hiervan afgeleid kent men het kampenlandschap (landschap met verspreid liggende erven) alsook de streeknaam de Kempen.

## Eswal
Essen werden omgeven door een eswal, ook wel 'wildgraaf' of 'wildwal' geheten, die ervoor moest zorgen dat wild of het eigen vee het bouwland niet konden betreden. Ook moest de eswal verstuiving tegengaan, zodat de vruchtbare grond niet zou verdwijnen. De wildwal, ook wel houtwal genoemd, ontstond door de ophoping van afgesneden hout dat werd gestapeld langszij het veld, en dat dan langzaam werd verteerd. Eenmaal verteerd, en omdat die strook grond niet werd bewerkt, vestigde zich daar allerhande vegetatie en ook bomen. Ook werden walstroken doelbewust meteen met struiken beplant.

## Garst
In de Fries-Groningse kuststreek gebruikte men het woord garst of gast voor het hoger gelegen akkerland dat op zandopduikingen was gelegen.

## Valge
Ook in veel kleistreken kwamen essen voor. Dat betrof akkerland op hoge kwelderwallen, dat oorspronkelijk in smalle strepen was verkaveld. In Groningen sprak men over een valge, in Oost-Friesland over esch(er) of i(e)s.